# El Molinito, Michoacán de Ocampo
El Molinito är en ort i Mexiko.   Den ligger i kommunen Tocumbo och delstaten Michoacán de Ocampo, i den södra delen av landet, 400 km väster om huvudstaden Mexico City. El Molinito ligger 1 447 meter över havet och antalet invånare är 109.
Terrängen runt El Molinito är huvudsakligen kuperad, men söderut är den platt. Runt El Molinito är det ganska tätbefolkat, med 111 invånare per kvadratkilometer. Närmaste större samhälle är Peribán de Ramos, 17,3 km sydost om El Molinito. I omgivningarna runt El Molinito växer huvudsakligen savannskog.